# الجمعية الدولية لتقييم التحصيل التربوي
الجمعية الدولية لتقييم التحصيل التربوي (بالإنجليزية: International Association for the Evaluation of Educational Achievement) وتُعرف اختصارا بـ IEA، هي هيئة دولية مستقلة تتكون من ممثلين عن مجموعة من المؤسسات التعليمية والمراكز البحثية والأجهزة الحكومية. يقع مقرّها في هولندا.
منذ تأسيسها في عام 1958، أجرت الجمعية أكثر من 30 دراسة بحثية. وتُركز دراساتها على الموضوعات المتعلقة بالرياضيات والعلوم والقراءة والتربية المدنية والمواطنة ومحو الأمية الحاسوبية والمعلوماتية وتعليم الأساتذة.
IEA هي منظمة غير ربحية تهدف إلى تعزيز التعليم على مستوى عالمي من خلال الدراسات المقارنة التي تساعد على تحسين السياسات التعليمية وفهم ممارسات التعليم الناجحة في مختلف الدول. تشارك أكثر من 60 دولة في هذه الدراسات التي تشمل العديد من الأنظمة التعليمية حول العالم.
مكاتب الجمعية الدولية لتقييم التحصيل التربوي وفريق الإدارة:
تمتلك الجمعية الدولية لتقييم التحصيل التربوي مكاتب رئيسية في أمستردام وهامبورغ. يشرف مكتب أمستردام على العمليات اليومية المتعلقة بعضوية الجمعية والدراسات والتمويل والاتصالات، بينما يركز مكتب هامبورغ على تنسيق الدراسات الدولية والوطنية، ويضم أكثر من 100 متخصص.
يُدير الجمعية فريق من المديرين بقيادة د. ديرك هاستيدت (المدير التنفيذي)، ود. أندريا نيتين (مدير مكتب أمستردام)، والسيد رويل برجرز (المدير المالي)، وغيرهم. اللجنة الدائمة للجمعية، التي تعمل كمجلس إدارة، تضم الرئيس وستة ممثلين منتخبين من الجمعية العامة.